# Szelejewo Polna
Szelejewo Polna – nieczynny wąskotorowy przystanek kolejowy w Szelejewie, w powiecie żnińskim, w województwie kujawsko-pomorskim.